# Малкув (Лодзинське воєводство)
Малкув (пол. Małków) — село в Польщі, у гміні Варта Серадзького повіту Лодзинського воєводства. Населення — 351 особа (2011).
У 1975-1998 роках село належало до Серадзького воєводства.

## Демографія
Демографічна структура станом на 31 березня 2011 року:
|          | Загалом | Допрацездатний вік | Працездатний вік | Постпрацездатний вік |
| -------- | ------- | ------------------ | ---------------- | -------------------- |
| Чоловіки | 181     | 42                 | 111              | 28                   |
| Жінки    | 170     | 36                 | 94               | 40                   |
| Разом    | 351     | 78                 | 205              | 68                   |